# Naomi Scott
Naomi Scott (London, 1993. május 6.) angol színésznő, énekes és zenész. 
Az ismertséget az angliai Disney Channelen futó sorozat, a Life Bites, illetve a Disney Channel filmje, a Limonádé hozta meg számára. Szerepet vállalt a Steven Spielberg által rendezett Terra Nova – Az új világ című sci-fi sorozatban.

## Élete és filmes pályafutása
Londonban született, édesanyja indiai, édesapja brit származású. Énekesi pályafutását egy egyházi ifjúsági zenekarban kezdte és rendszeresen szerepelt iskolai előadásokon. Később felfedezte őt a brit popénekes, Kelly Bryan.
Az első jelentősebb szerepe a brit Disney Channelen sugárzott Life Bites című sorozatban volt. 2010-től Mohini "Mo" Banjaree-t alakíthatta a Disney Channel Limonádé című filmjében, mely az első amerikai szereplése volt. A Terra Nova – Az új világ című televíziós sorozat főszereplője, melynek amerikai premierje 2011 őszén volt a Fox csatornán.
Naomi humanitárius. Rendszeresen részt vesz missziós munkákon. Már Szlovákiába is utazott középiskolákban angol nyelvet tanítani.

## Filmográfia

### Film
| Év   | Magyar cím       | Eredeti cím      | Szerep                                 | Magyar hang            |
| ---- | ---------------- | ---------------- | -------------------------------------- | ---------------------- |
| 2015 | Mentőexpedíció   | The Martian      | Ryoko (törölt jelenet)                 | Varga Lili             |
| 2015 | A harminchármak  | The 33           | Escarlette Sepulveda Valdivia          | Czető Zsanett          |
| 2017 | Power Rangers    | Power Rangers    | Kimberly "Kim" Hart / Rózsaszín Ranger | Czető Zsanett          |
| 2019 | Aladdin          | Aladdin          | Jázmin hercegnő                        | Törőcsik Franciska     |
| 2019 | Aladdin          | Aladdin          | Jázmin hercegnő                        | Jenes Kitti (énekhang) |
| 2019 | Charlie angyalai | Charlie's Angels | Elena Houghlin                         | Törőcsik Franciska     |
| 2024 |                  | Long Distance    | Naomi Calloway                         |                        |
| 2024 | Mosolyogj 2.     | Smile 2          | Skye Riley                             | Mikecz Estilla         |

### Televízió

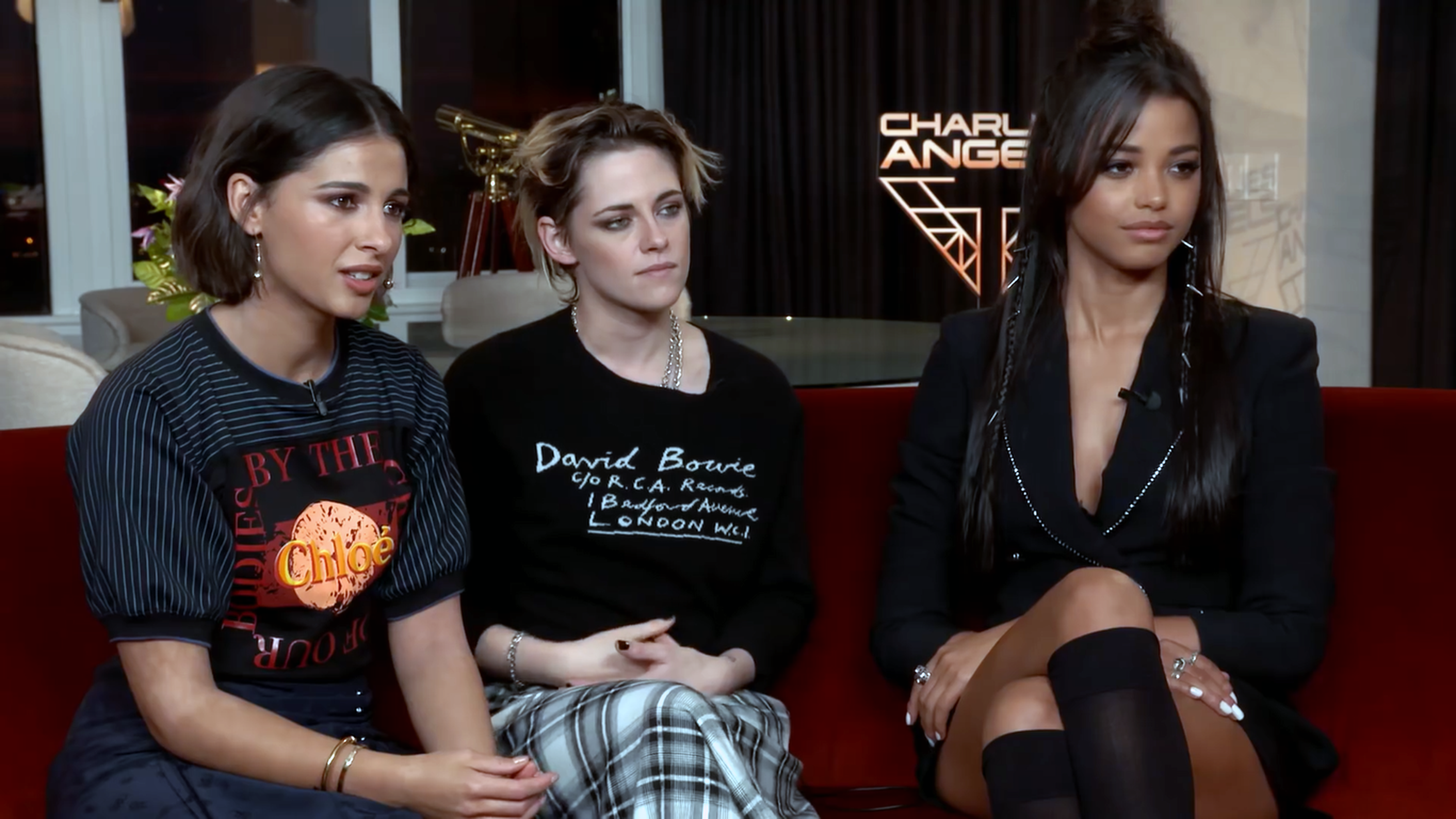
A Charlie angyalai főszereplői 2019-ben

| Év        | Magyar cím               | Eredeti cím          | Szerep               | Megjegyzések                                               |
| --------- | ------------------------ | -------------------- | -------------------- | ---------------------------------------------------------- |
| 2008–2009 |                          | Life Bites           | Megan                | főszereplő                                                 |
| 2011      | Limonádé                 | Lemonade Mouth       | Mohini "Mo" Banjaree | - tévéfilm - magyar hangja: - Csifó Dorina                 |
| 2011      | Terra Nova – Az új világ | Terra Nova           | Maddy Shannon        | főszereplő                                                 |
| 2013      |                          | By Any Means         | Vanessa Velasquez    | 3 epizód                                                   |
| 2015–2016 |                          | Lewis                | Sahira Desai         | 1 epizód                                                   |
| 2019      |                          | Ru's Angels          | Elena Houghlin       | rövidfilm                                                  |
| 2022      | Egy botrány anatómiája   | Anatomy of a Scandal | Olivia Lytton        | - minisorozat (5 epizód) - magyar hangja: - Staub Viktória |